# Tramwaje w Petersburgu

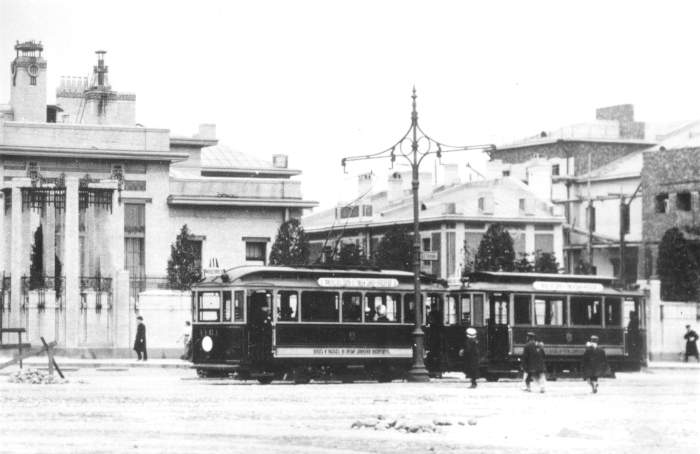
Skład tramwajów w 1908

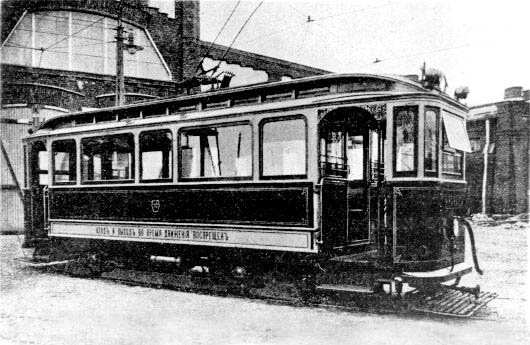
Wagon tramwajowy typu MB w 1909

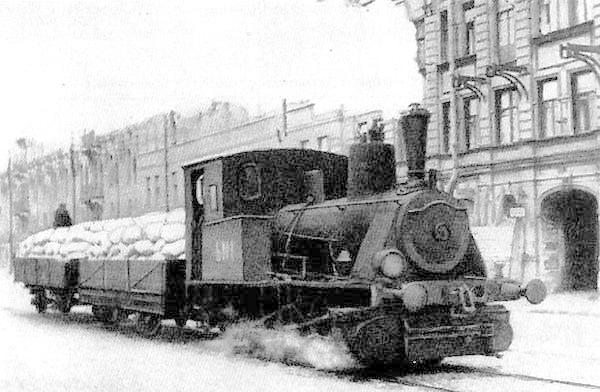
Lokomotywa parowa z wagonami towarowymi

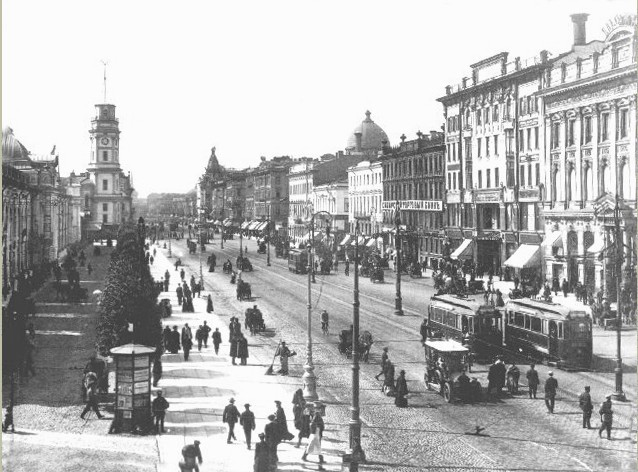
Tramwaje na Newskim prospekcie

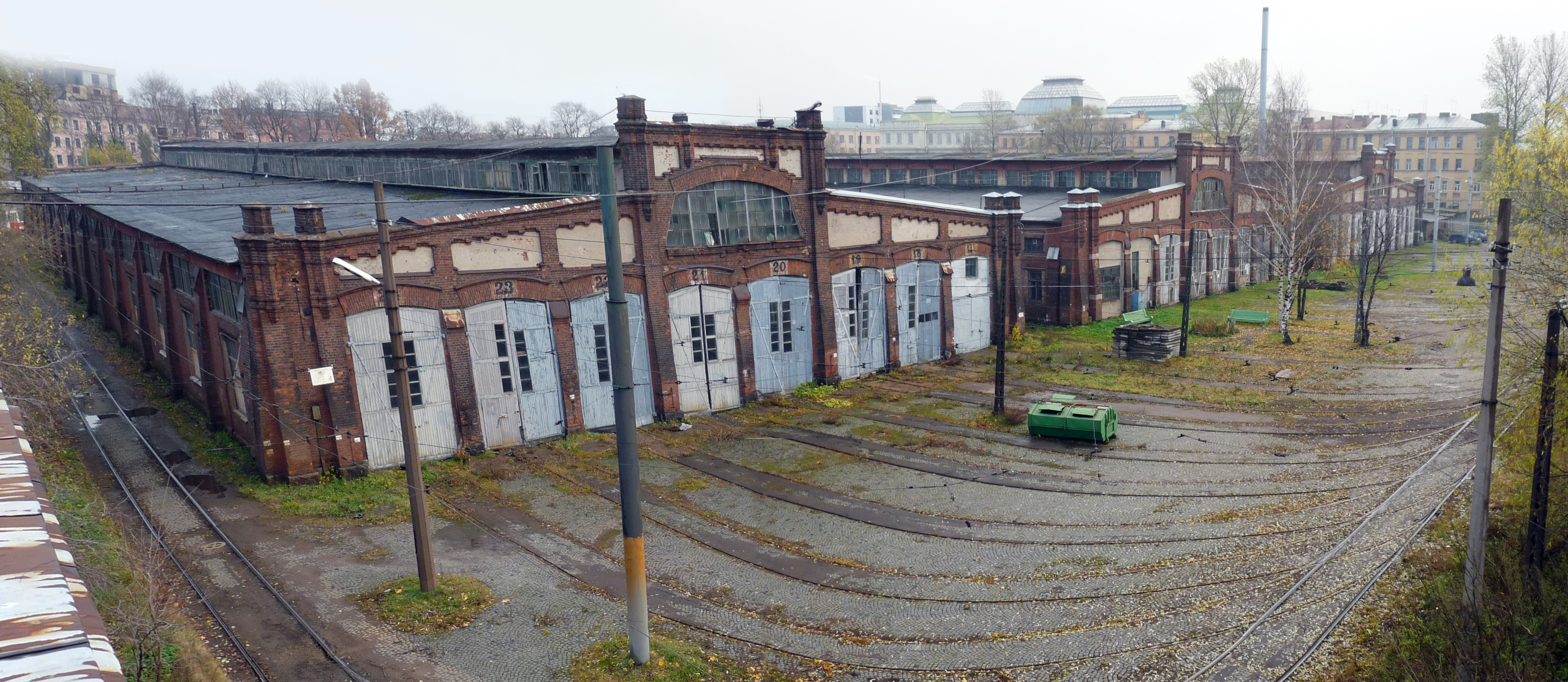
Zajezdnia tramwajowa nr 2

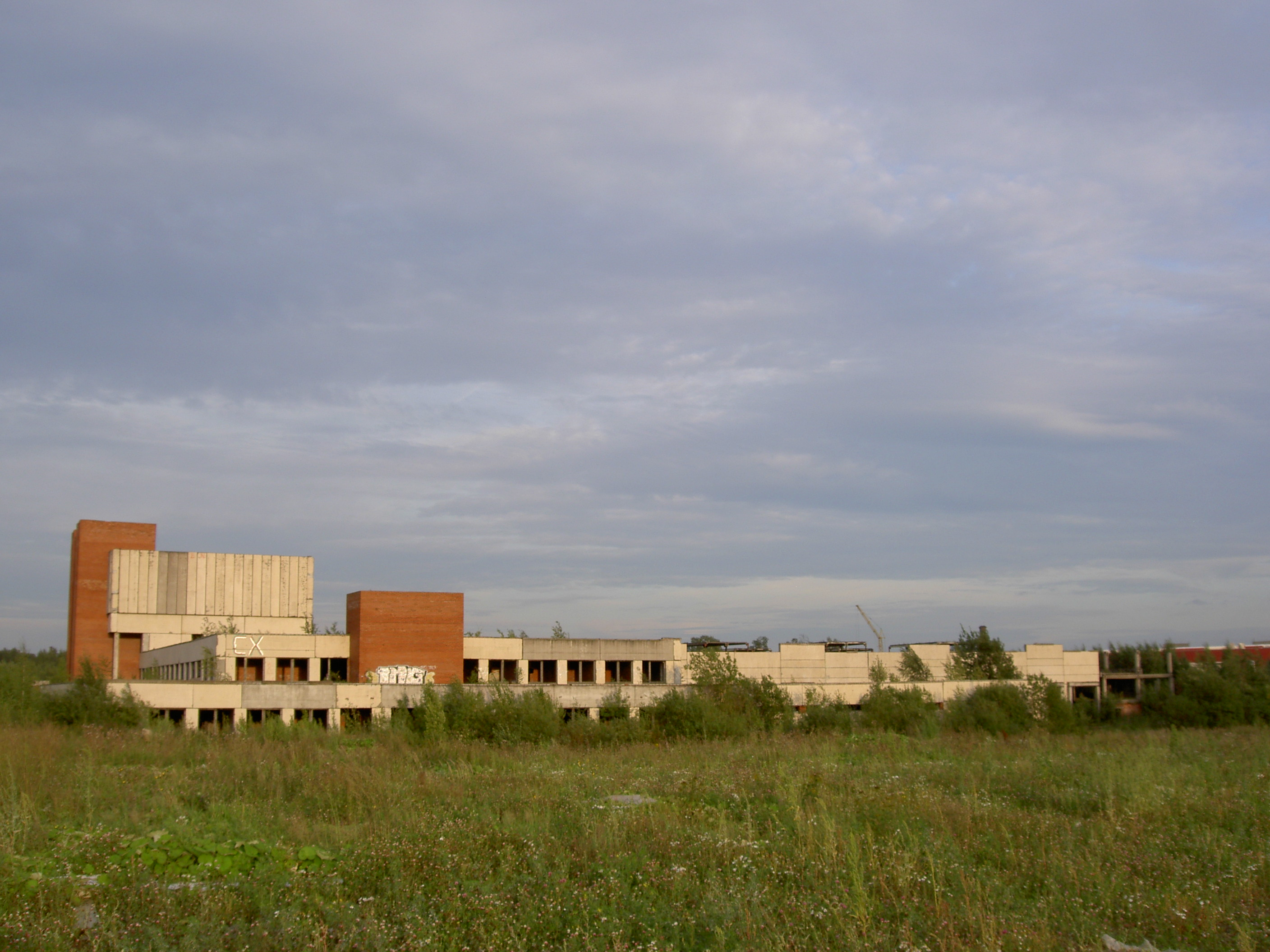
Widok na budowaną zajezdnię tramwajową nr 11

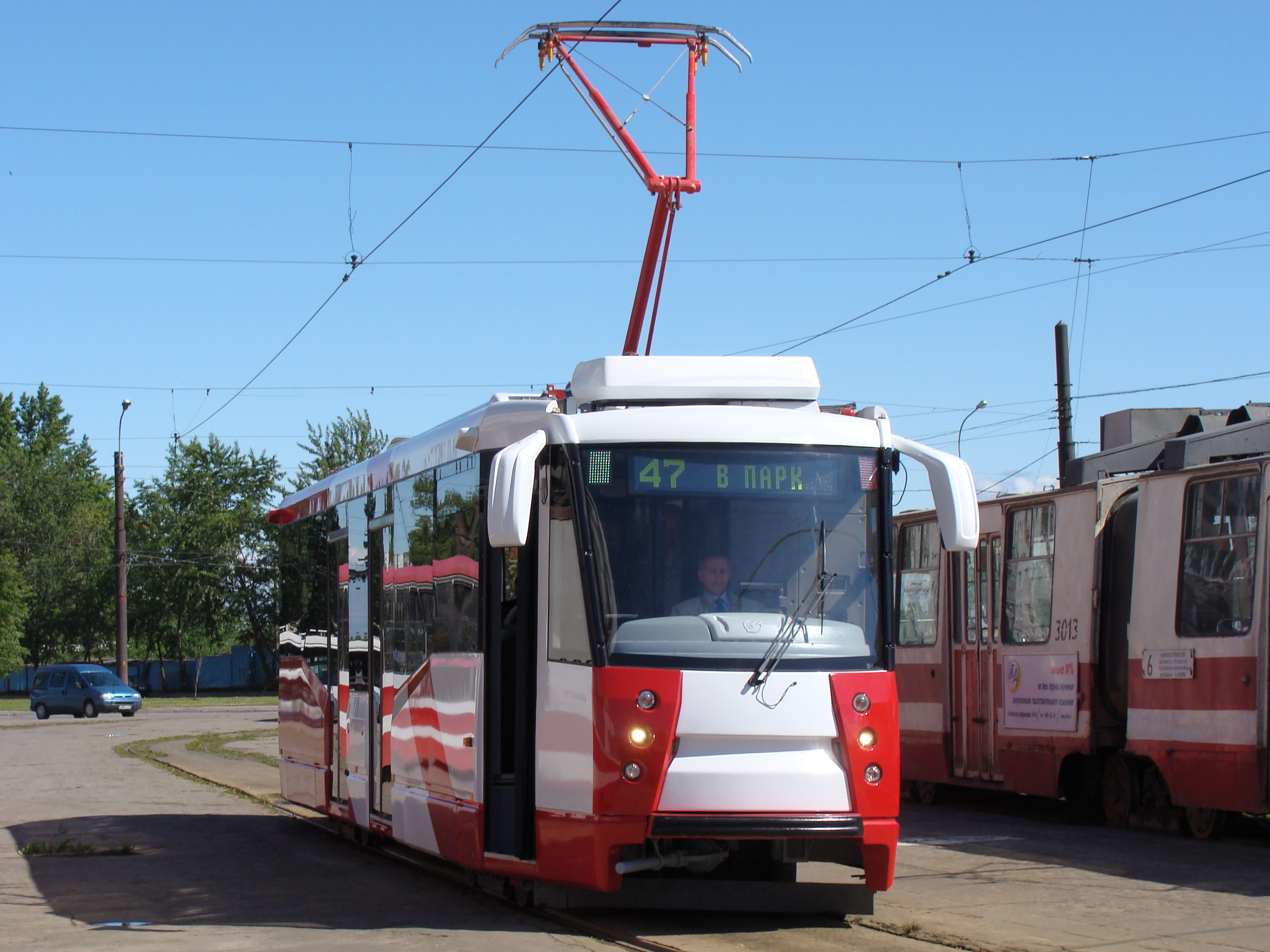
Tramwaj LM-2008 na linii 47

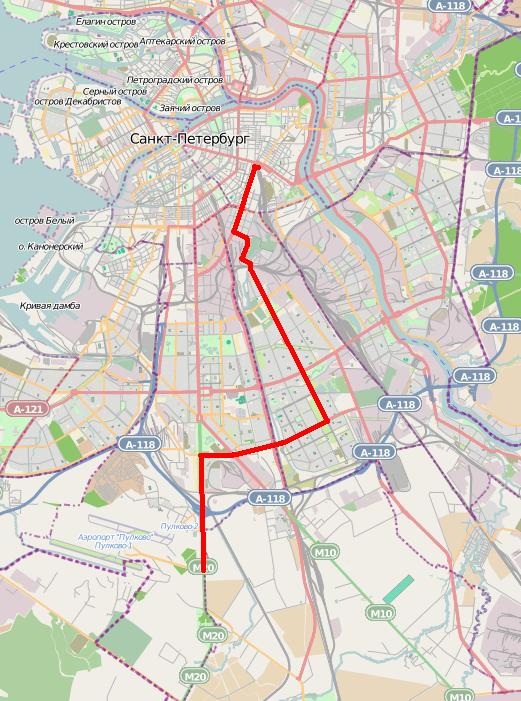
Mapa linii szybkiego tramwaju

Schemat linii tramwajowych w Petersburgu w 2017

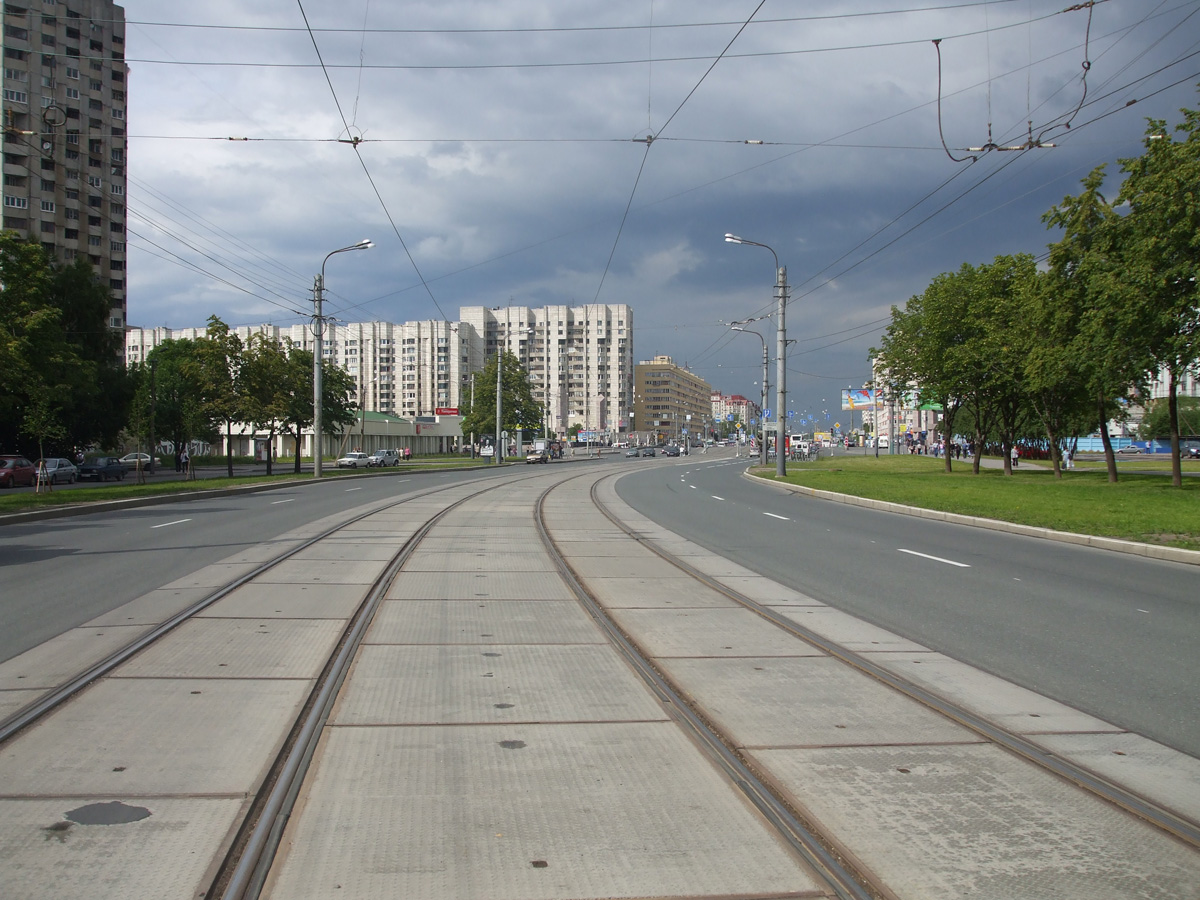
Linia tramwajowa po remoncie w ulicy Nalicznaja (Наличная улица)

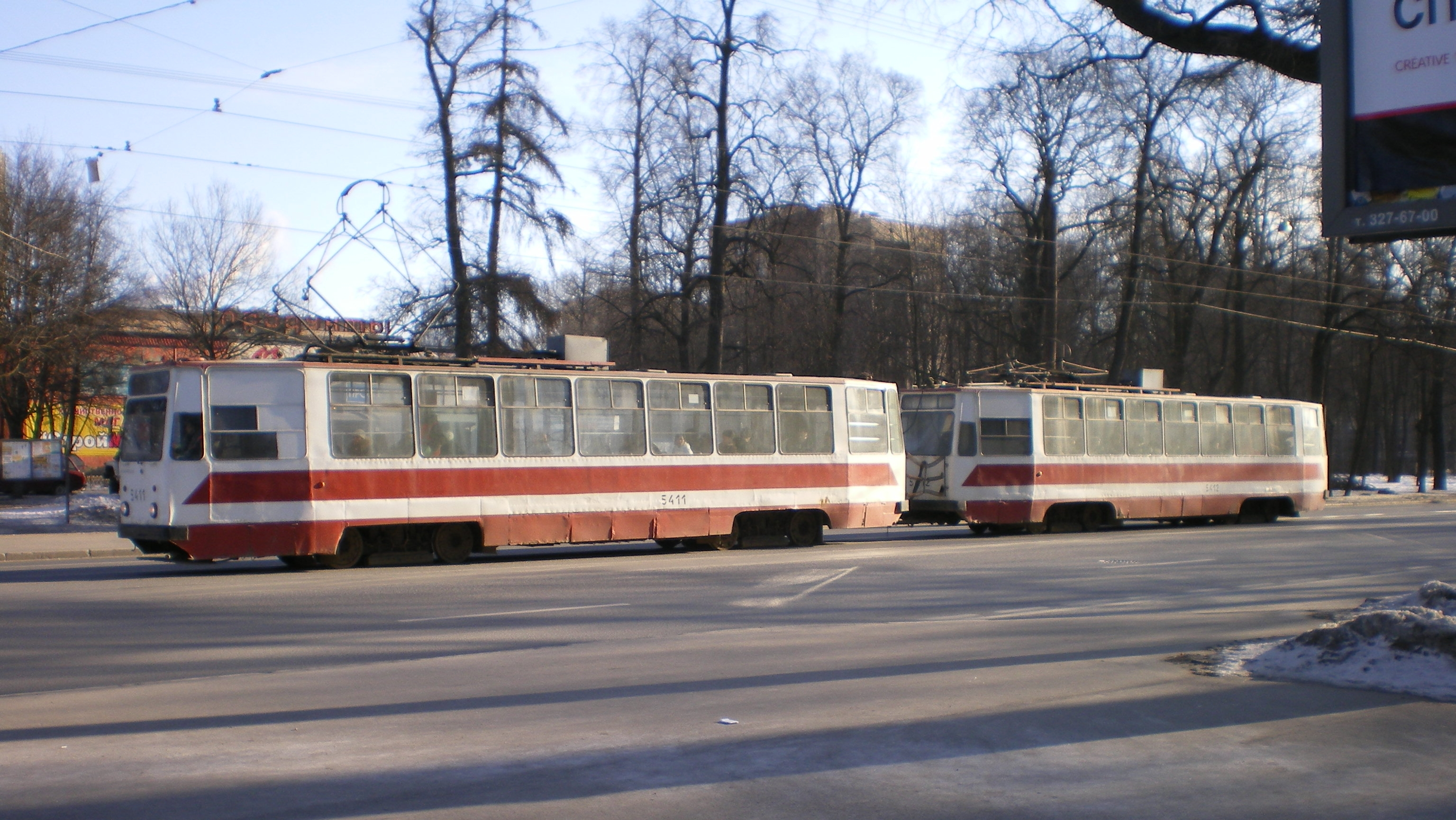
Skład tramwajów LM68M o nr 5411+5412 na linii 55

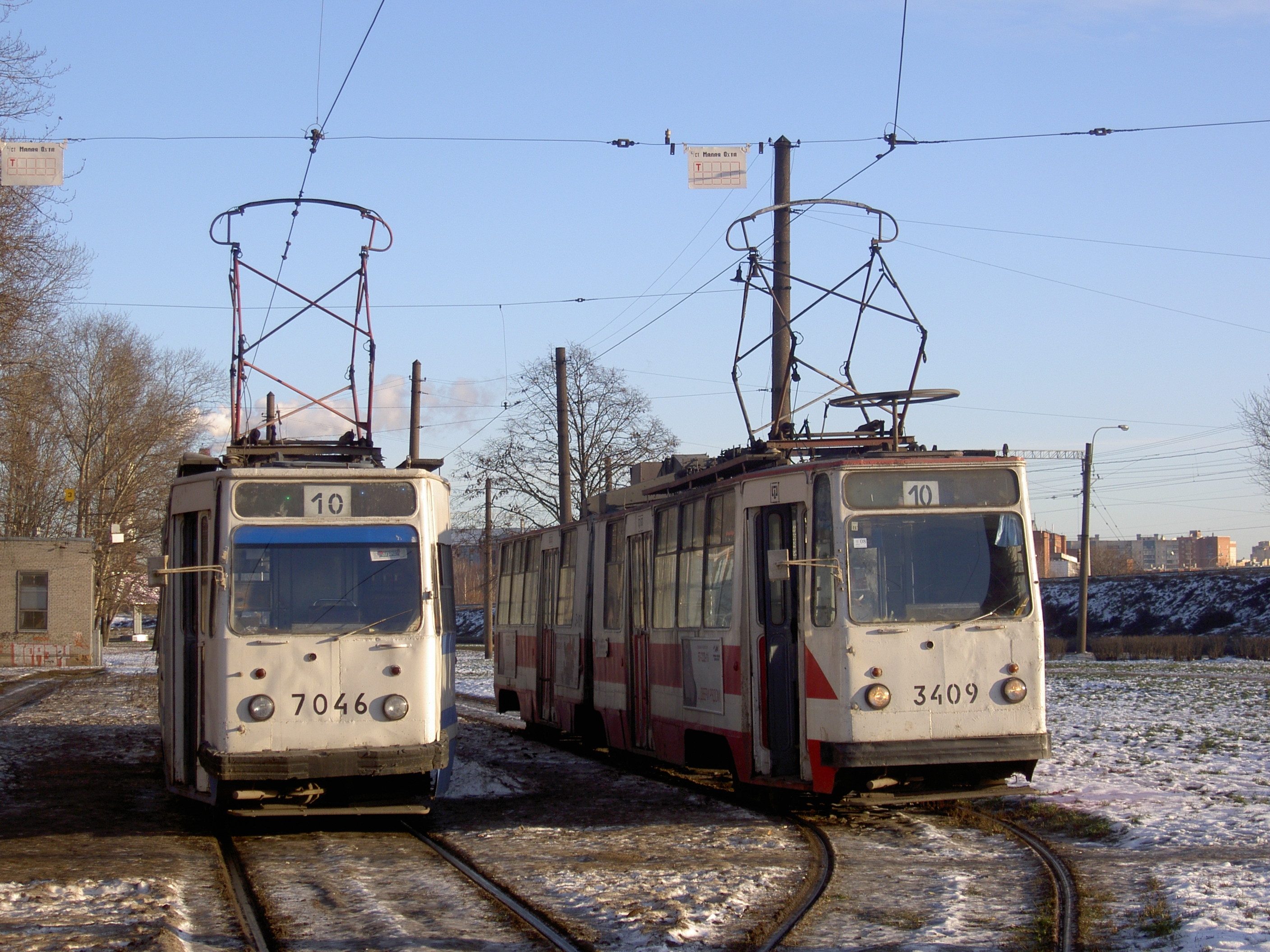
Tramwaje na końcówce Malaja Ochta (Малая Охта)

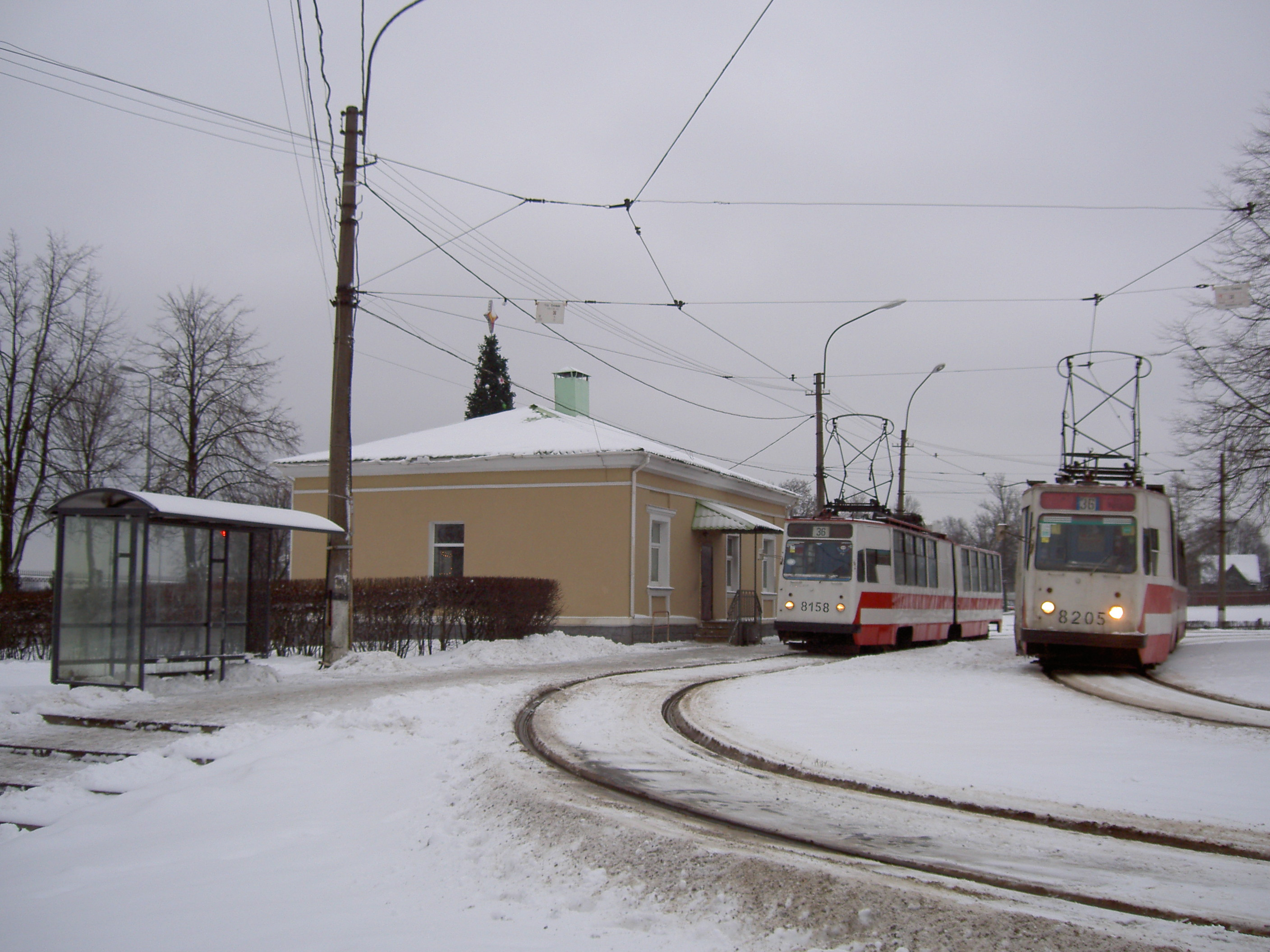
Tramwaje na końcówce Strielna (Стрельна)

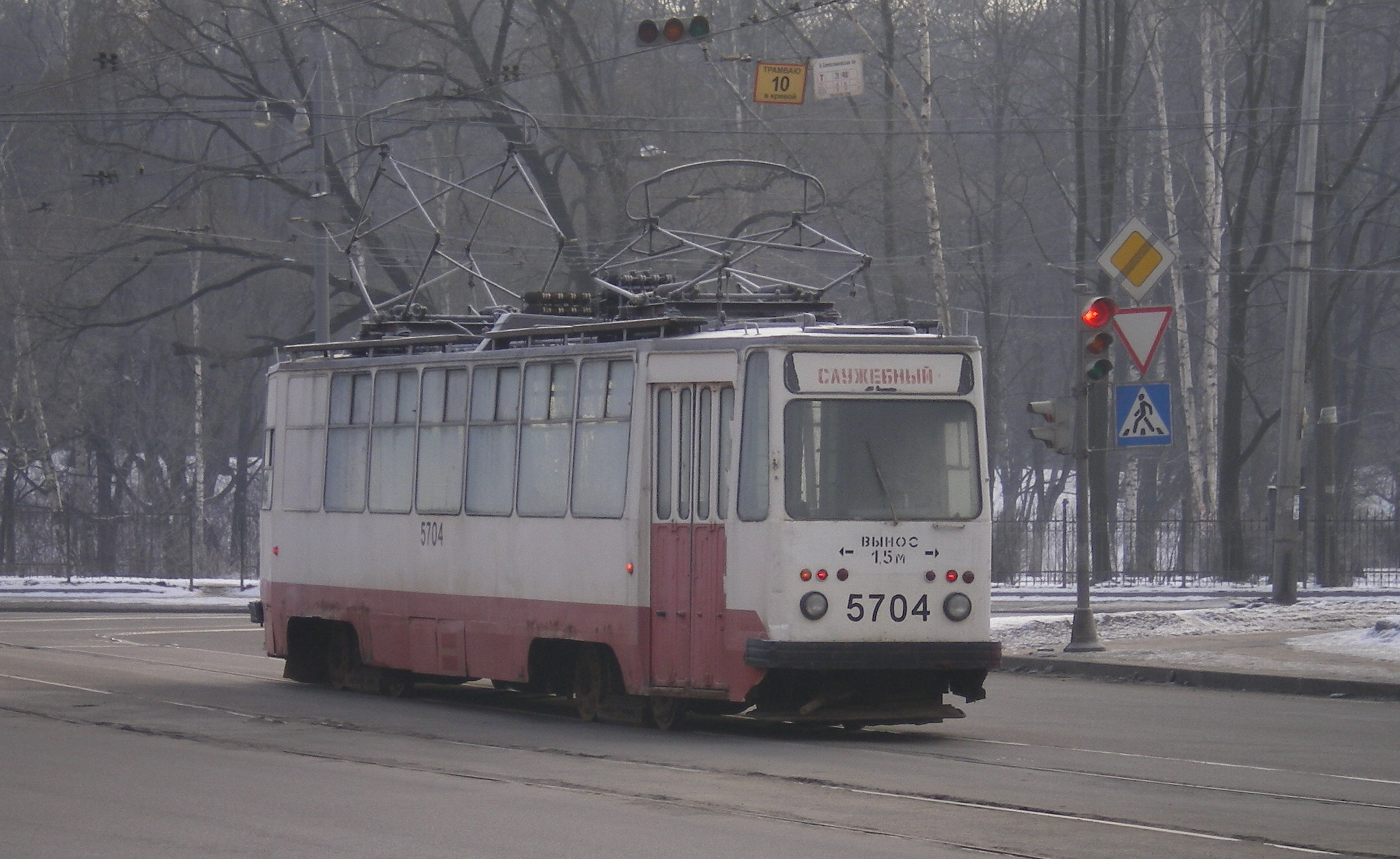
Tramwaj techniczny 71-88G o numerze 5704

Tramwaje w Petersburgu – sieć tramwajowa w Petersburgu, uruchomiona 29 września 1907 r. Pod koniec lat 80. XX wieku osiągnęła szczyt swojego rozwoju i stała się największą siecią tramwajową na świecie, co zostało udokumentowane w Księdze rekordów Guinnessa. Począwszy od lat 90. XX wieku spadała liczba przewożonych pasażerów, a tory tramwajowe usunięto z wielu głównych ulic miasta, jednak jeszcze w 2002 r. długość torowisk przewyższała 600 km. Po 2002 r. miano największej sieci tramwajowej świata otrzymały tramwaje w Melbourne.
Według stanu z października 2019 r. funkcjonują 42 linie tramwajowe, eksploatowanych jest 795 wagonów, które stacjonują w siedmiu zajezdniach. Z torowiskami o długości 228 km sieć tramwajowa w Petersburgu zajmuje 4 miejsce na świecie pod względem długości torowisk.
Większość linii tramwajowych w mieście obsługuje przewoźnik Gorelektrotrans, część sieci w rejonie Krasnogwardiejskim – prywatny przewoźnik Transportnaja koncessionnaja kompanija.

## Historia

### 1860–1941
Pierwszą linię tramwaju konnego uruchomiono 27 sierpnia 1863. Linię wybudowała firma 1re Compagnie des tramways á Petersbourg. Linia połączyła plac Admiralicji, przez Newski Prospekt do dworca Mikołajewskiego (ob. Moskiewskiego). Linię tę nazwano Newską. Szerokość toru wynosi 1524 mm. Przed wybudowaniem linii dla ruchu pasażerskiego, w 1854, uruchomiono konne tramwaje towarowe na linii o długości 4,3 km, drugą linię, długości 3 km, uruchomiono w 1860. W 1864 wybudowano linię Sadową o długości 3,5 km, połączyła ona Gostinyj dwor z Rynkiem Nikolskim oraz linię od placu Admiralicji do mostu Isaakijewskiego również o długości 3,5 km. Od 1874 rozpoczęto intensywną rozbudowę linii tramwaju konnych, i w 1877 było 90 km linii tramwajowych, a w 1899 131 km, 2407 koni, 433 wagony i sześć zajezdni. W 1878 powstała nowa spółka która eksploatowała linię od dworca Mikołajewskiego do wsi Mursinka (obecnie część Petersburga). W 1881 uruchomiono tramwaje parowe na linii Lesnej (dotychczas obsługiwanej przez tramwaje konne), o trasie Wojskowa Akademia Medyczna – Kruglij Prud.
W 1914 zelektryfikowano linię od 1 Mursinskiego Prospektu do Instytutu Technologicznego, na pozostałej części trasy powróciły tramwaje konne, które w 1916 zarekwirowało wojsko. Do 1918 zelektryfikowano pozostałą część linii Lesnej. Do 1902 miasto przejęło wszystkie spółki tramwajowe. W 1907 ruszyły pierwsze tramwaje elektryczne. Mimo elektryfikacji linii zbudowano kilka linii tramwaju konnego na przedmieściach. W 1909 było 13 linii tramwaju elektrycznego. W 1917 ruch tramwajów konnych został wstrzymany, z powodu braku paszy dla koni. 26 sierpnia 1922 uruchomiono tramwaje elektryczne na linii Newskiej. W 1917 w Petersburgu były 23 linie, długość tras wynosiła 200 km. W czasie I wojny światowej z powodu braków paliwa dla transportu samochodowego tramwaje przewoziły także towary. W czasie rewolucji październikowej brakowało części zamiennych do tramwajów. Po I wojnie światowej rozpoczęto opracowywać nowe plany rozwoju komunikacji tramwajowej. Do 1941 w wyniku intensywnej rozbudowy sieć tramwajowa osiągnęła długość 700 km, po której kursowały 42 linie tramwajowe, a na stanie przedsiębiorstwa było 1835 tramwajów i zatrudnionych 22.000 pracowników.

### 1941–1945
W czasie oblężenia Petersburga 8 grudnia 1941 wstrzymano ruch tramwajów z powodu braku zasilania. W wyniku ostrzeliwania miasta przez wojska niemieckie zostało zniszczonych 450 km linii napowietrznej, 1065 wagonów tramwajowych oraz 25 budynków należących do przedsiębiorstwa. Pod koniec lutego 1942 zostało przywrócone zasilanie, a od 10 marca rozpoczęto ruch tramwajów towarowych w celu uprzątnięcia miasta. 15 kwietnia 1942 ponownie uruchomiono tramwaje na liniach 3, 7, 9, 10, 11 i 12. W kolejnych miesiącach uruchamiano kolejne linie. Na niektórych liniach wprowadzono jako rozwiązanie tymczasowe lokomotywy parowe. W 1945 odbudowanych zostało 63 km tras i 500 wagonów, oraz została zbudowana nowa trasa do Mjasokombinatu. Łącznie w czasie II wojny światowej zostało zniszczonych 500 km trakcji i trzy zajezdnie: Kotljakow (nr 9), Kirow (nr 8) i Leonow (nr 2).

### Po 1945
W kolejnych latach sieć tramwajową rozbudowywano i w 1986 łączna długość 65 linii wyniosła 1022 km. W 1997 na torach o długości 600 km kursowało 1732 tramwajów które obsługiwały 67 linii. Od tego samego roku rozpoczęto stopniową likwidację linii tramwajowych, głównie w najstarszych częściach miasta, i tak w kwietniu zlikwidowano trasę tramwajową na nabrzeżu Admiralicji. W ciągu kolejnych lat likwidowano kolejne trasy tramwajowe w starej części Petersburga, by po 2007 zaprzestać likwidacji. Od 1998 prowadzone są remonty niektórych tras. W 2003 zamknięto dwie zajezdnie. Od 1997 do 2007 długość tras spadła o 100 km, a liczbę wagonów z 1800 do 700. Według zapewnień przewoźnika Gorelektrotrans likwidacji kolejnych tras nie będzie, ponadto w 2011 ma rozpocząć się budowa zajezdni tramwajowej nr 12, która zastąpi istniejącą zajezdnię nr 1.
W 2008 przyjęto projekt rozbudowy tramwajów na lata 2012–2015. Według tego projektu sieć tramwajowa ma być zintegrowana z koleją i metrem oraz rozbudowana w aglomeracji.

## Zajezdnie tramwajowe
Obecnie w Petersburgu działa 6 zajezdni tramwajowych w tym jedna zajezdnia tramwajowo-trolejbusowa. Lista zajezdni tramwajowych w Petersburgu:
- zajezdnia tramwajowa nr 1 – otwarta w 1907
- zajezdnia tramwajowa nr 2 – otwarta w 1907, zamknięta w 2007
- zajezdnia tramwajowa nr 3 – otwarta w 1909
- zajezdnia tramwajowa nr 4 – otwarta w 1914, zamknięta w 2003
- zajezdnia tramwajowa nr 5 – otwarta w 1917
- zajezdnia tramwajowa nr 6 – otwarta w 1925, zamknięta w 2005
- zajezdnia tramwajowa nr 7 – otwarta w 1931
- zajezdnia tramwajowa nr 8 – otwarta w 1936, od 2003 warsztaty tramwajowe
- zajezdnia tramwajowa nr 9 – otwarta w 1916
- zajezdnia tramwajowa nr 10 – otwarta w 1981 (zajezdnia tramwajowo-trolejbusowa)

Od lat 90. XX wieku budowana jest zajezdnia tramwajowa nr 11, której do dzisiaj nie ukończono. Zagrożone likwidacją są zajezdnie nr 1 i 3. Od 1967 w zajezdni tramwajowej nr 2 działa muzeum tramwajów. W kolekcji muzeum znajdują się 23 typy tramwajów w liczbie 48 wagonów. Po likwidacji zajezdni nr 2 pozostało na jej terenie tylko muzeum tramwajów w hali nr 1.

## Linie
Wykaz linii tramwajowych wg stanu z 21.05.2018 r.
| Linia | Trasa                                                          |
| ----- | -------------------------------------------------------------- |
| A     | r. Okkierwil ↔ ul. Kołłontaj                                   |
| 3     | pl. Riepina ↔ pl. Lenina                                       |
| 6     | ul. Korablestroitielej ↔ pl. Lenina                            |
| 7     | pr. Solidarnosti ↔ ul. Kommuny                                 |
| 9     | pr. Miecznikowa ↔ stacja metra „Udielnaja”                     |
| 10    | stacja metra „Ładożskaja” ↔ Małaja Ochta                       |
| 16    | Karbiuratornyj zawod ↔ pl. Staczek                             |
| 18    | ul. Szawrowa ↔ stacja metra „Staraja Dieriewnia”               |
| 19    | Łachtinskij Razliw ↔ płatforma 11-j km                         |
| 20    | pr. Kultury ↔ pl. Lenina                                       |
| 21    | Primorskij pr. ↔ Pridorożnaja alleja                           |
| 23    | pr. Solidarnosti ↔ Botkinskaja ul.                             |
| 24    | stacja metra „Rybackoje” ↔ Pieriekupnoj pier.                  |
| 25    | stacja metra „Kupczino” ↔ ul. Marata                           |
| 27    | stacja metra „Rybackoje” ↔ r. Okkierwil                        |
| 29    | miasokombinat ↔ tramwajnyj park № 1                            |
| 30    | ż. d. stancyja Rżewka ↔ Botkinskaja ul.                        |
| 36    | pos. Strielna ↔ Oboronnaja ul.                                 |
| 38    | pr. Miecznikowa ↔ stancyja mietro „Wyborgskaja”                |
| 39    | Narodnaja ul. ↔ stacja metra Nowoczerkasskaja                  |
| 40    | Tichorieckij pr. ↔ Dietskaja ul.                               |
| 41    | Leningradskij elektromiechaniczeskij zawod ↔ pl. Turgieniewa   |
| 43    | stancyja mietro „Kupczino” ↔ stacja metra „Moskowskije worota” |
| 45    | pr. Jurija Gagarina ↔ stacja metra „Kupczino”                  |
| 47    | uł. Szawrowa ↔ Udielnyj park                                   |
| 48    | Łachtinskij razliw ↔ ż.d. stancyja Kuszelewka                  |
| 49    | M. Bałkanskaja ul. ↔ ul. Marata                                |
| 51    | Suzdalskij pr. ↔ pr. Miecznikowa                               |
| 52    | zawod „Siewiernaja wierf” ↔ ż.d. stancyja Sosnowaja Polana     |
| 55    | Pridorożnaja alleja ↔ ul. Szawrowa                             |
| 56    | zawod „Siewiernaja wierf” ↔ ul. Marszała Kazakowa              |
| 57    | Tichorieckij pr. ↔ pr. Łunaczarskogo                           |
| 58    | pr. Kultury ↔ uł. Żeni Jegorowoj                               |
| 60    | zawod „Siewiernaja Wierf” ↔ ul. Pogranicznika Garkawogo        |
| 61    | Suzdalskij pr. ↔ ż.d. stancyja Kuszelewka                      |
| 62    | M. Bałkanskaja ul. ↔ stacja metra „Kupczino”                   |
| 65    | r. Okkierwil ↔ Niewskij zawod                                  |
| 100   | Pridorożnaja alleja ↔ ż.d. stancyja Ruczji                     |

## Tabor

### Historia
Pierwsze tramwaje były malowane na biało-granatowo. W 1909 na 13 liniach tramwaju elektrycznego jeździło 190 wagonów. W 1917 posiadano 496 wagonów silnikowych i 337 wagonów doczepnych. W czasie oblężenia miasta wagony typu LM-33 przebudowano na karetki, które transportowały rannych pomiędzy dworcami a szpitalami. W wyniku braku zasilania i wstrzymania ruchu tramwajów na ulicach miasta pozostało ok. 50 wagonów. W lutym 1943 sprawnych było 336 składów tramwajowych, a we wrześniu już 502. W 1947 otrzymano pierwsze nowe tramwaje typu LM-47 (wagony silnikowe) i LP-47 (wagony doczepne), a w 1949 tramwaje LM-/LP-49. W kolejnych latach otrzymano tramwaje LM-58. W 1986 posiadano 2160 wagonów z czego na linie wyjeżdżały 1673 tramwaje.

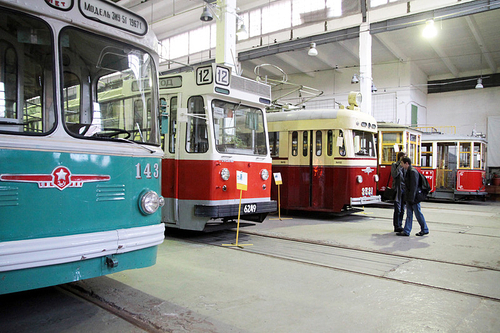
Muzeum tramwajów w Petersburgu

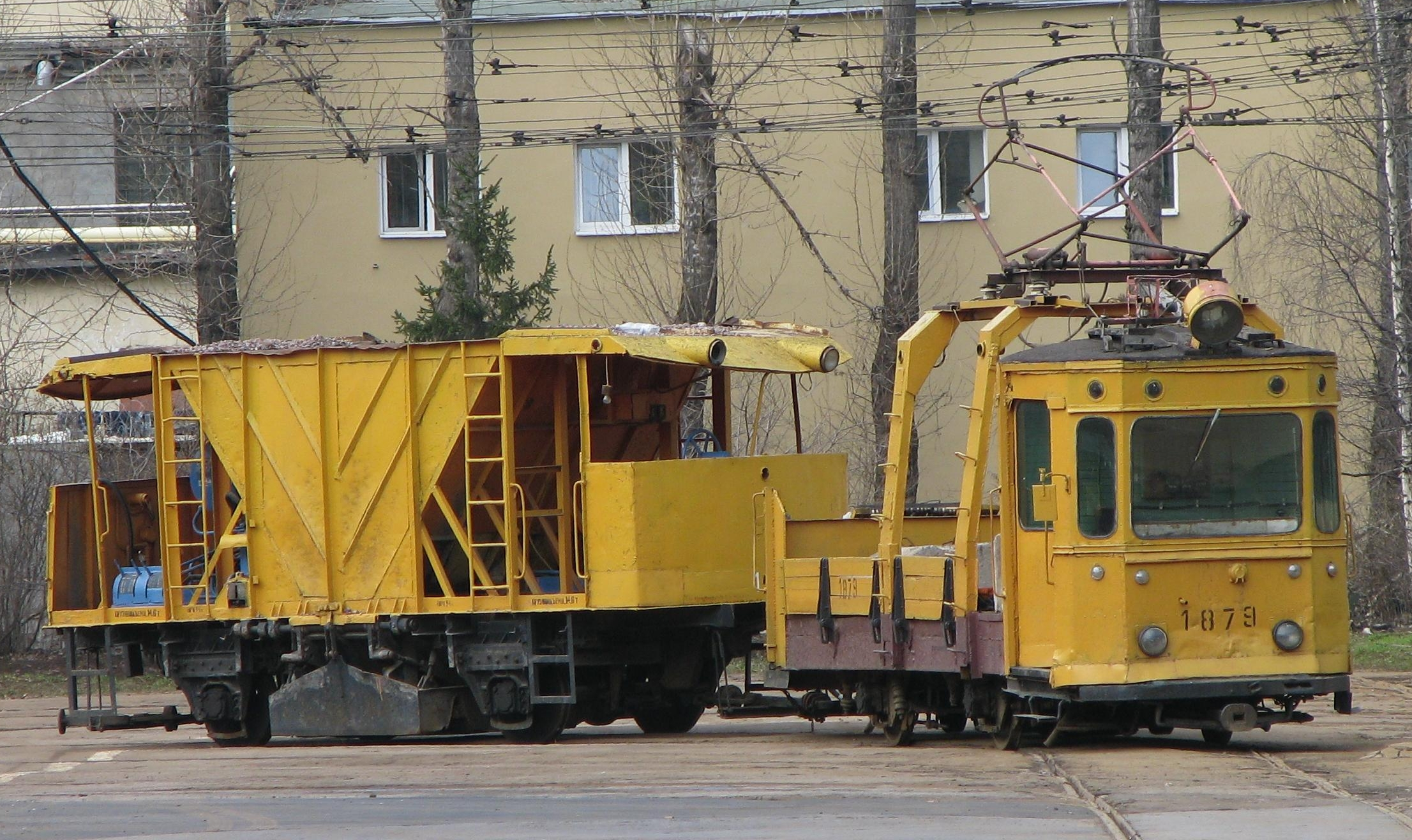
Tramwaj techniczny GM-63 nr 1879

### Współczesny tabor
Na początku grudnia 2008 dostarczono dwa pierwsze tramwaje serii LM-2008, obecnie w eksploatacji są 33 tramwaje tego typu. Wagony LM-2008 wyprodukowały zakłady PTMZ mieszczące się w Petersburgu. Tramwaje są czteroosiowe oraz częściowo niskopodłogowe. Wcześniej bo pod koniec 2006 PTMZ dostarczył pierwszy tramwaj LVS-2005. Tramwaje te są dwuczłonowe, w 60% niskopodłogowe, obecnie w eksploatacji jest 25 tramwajów tego typu.
W marcu 2018 r. przedsiębiorstwo Gorelektrotrans eksploatowało następujące typy tramwajów:
| Typ                    | Zdjęcie | Eksploatacja od | przewóz osób na wózkach | Liczba wagonów |
| ---------------------- | ------- | --------------- | ----------------------- | -------------- |
| LWS-86                 |         | 1987            |                         | 357            |
| 71-88G                 |         | 1990            |                         | 5              |
| LWS-97                 |         | 1997            |                         | 37             |
| LM-99                  |         | 1999            |                         | 187            |
| LWS-2005               |         | 2007            | przewóz osób na wózkach | 25             |
| LM-2008                |         | 2008            | przewóz osób na wózkach | 33             |
| KTM-31                 |         | 2012            | przewóz osób na wózkach | 43             |
| BKM-843                |         | 2013            | przewóz osób na wózkach | 3              |
| LM-68M2                |         | 2013            |                         | 23             |
| Alstom Citadis 301 CIS |         | 2014            | przewóz osób na wózkach | 4              |
| 71-407                 |         | 2014            | przewóz osób na wózkach | 1              |
| KTM-23                 |         | 2015–2016       | przewóz osób na wózkach | 21             |
| LM-68M3                |         | 2016            | przewóz osób na wózkach | 14             |
| 71-931                 |         | 2017            | przewóz osób na wózkach | 13             |
| 71-923                 |         | 2017            | przewóz osób na wózkach | 3              |

Muzeum tramwajów posiada 48 tramwajów:
| Typ           | Zdjęcie | Liczba wagonów |
| ------------- | ------- | -------------- |
| tramwaj konny |         | 1              |
| MS/MP-3       |         | 18/1           |
| LM-33/LP-33   |         | 2/1            |
| LM-57         |         | 3              |
| LM-47/LP-47   |         | 3/1            |
| GMu           |         | 2              |
| KTM-5         |         | 2              |
| Brush         |         | 2              |
| GP-10         |         | 2              |
| LM-68         |         | 1              |
| LM-49/LP-49   |         | 1/1            |
| LM-68M        |         | 1              |
| LWS-86        |         | 1              |
| LWS-89        |         | 1              |
| LWS-93        |         | 1              |
| RS-78         |         | 1              |

Tabor techniczny Gorelektrotrans składa się ze 153 tramwajów.